# Breil-sur-Roya
Breil-sur-Roya – miejscowość i gmina we Francji, w regionie Prowansja-Alpy-Lazurowe Wybrzeże, w departamencie Alpy Nadmorskie, położona nad rzeką Roya.
Według danych na rok 1990 gminę zamieszkiwało 2058 osób, a gęstość zaludnienia wynosiła 25 osób/km² (wśród 963 gmin regionu Prowansja-Alpy-W. Lazurowe Breil-sur-Roya plasuje się na 266. miejscu pod względem liczby ludności, natomiast pod względem powierzchni na miejscu 58.).